# Centrochilus howdeni
Centrochilus howdeni är en skalbaggsart som beskrevs av Jan Krikken 1976. Centrochilus howdeni ingår i släktet Centrochilus och familjen Cetoniidae. Inga underarter finns listade.